# Electra (companhia)
Electra, SARL é uma empresa estatal  de Cabo Verde, de economia mista, que atua no setor de saneamento e energia. Criada foi em 17 de abril de 1982, pelo Decreto-lei nº 37/1982, atualmente o governo cabo-verdiano detêm 51% de suas ações. 